# نيكولاي أنفيمو
نيكولاي أنفيمو (مواليد 28 ديسمبر 1950) هو ملاكم من الاتحاد السوفيتي، مثّل بلاده في الألعاب الأولمبية الصيفية 1972.

## روابط خارجية
نيكولاي أنفيمو على موقع أوليمبيديا (الإنجليزية)